# فلوربال
فلوربال گونه‌ای از ورزش هاکی و فلورهاکی است که به صورت سالنی برگزار می‌شود. این ورزش در دهه ۱۹۷۰ در کشور سوئد ایجاد شد. فلوربال در بسیاری از کشورهای اروپایی چون جمهوری چک٬ دانمارک٬ استونی٬ لتونی٬ نروژ٬ 
فنلاند، سوئد و سوئیس محبوب و همه‌گیر شده‌است. این ورزش در داخل سالن و بر روی کفه چوبی یا لاستیکی انجام می‌شود.

## فلوربال در ایران
این رشته ورزشی برای اولین بار توسط رمضانعلی دولو در ایران راه اندازی شد، انجمن فلوربال ایران به شکل رسمی در اوایل سال ۱۳۸۹ با تأیید مسوولان سازمان تربیت بدنی تشکیل و شروع به کار کرد بطوری که هم‌اکنون زیرنظر فدراسیون انجمن‌های ورزشی فعالیت می‌کند.
1. درتاریخ ۱۴ آوریل ۲۰۰۹ انجمن فلوربال ایران از سوی کمیته ملی المپیک به فدراسیون بین‌المللی فلوربال جهت عضویت معرفی شد.
2. در ۱۰ دسامبر ۲۰۰۹ انجمن فلوربال ایران به عضویت فدراسیون بین‌المللی فلوربال پیوست.
3. انجمن فلوربال ایران به عنوان عضو پنجاهم فدراسیون بین‌المللی فلوربال شناخته شد.
4. در تاریخ ۲۰ اردیبهشت ۱۳۸۹ انجمن فلوربال از سوی سازمان تربیت بدنی به رسمیت شناخته شد.
5. در تاریخ ۱۹ اردیبهشت ۱۳۸۹ انجمن فلوربال به فدراسیون انجمن‌های ورزشی پیوست.

### تیم ملی فلوربال مردان ایران
تا پایان سال ۱۴۰۲ دو حضور بین المللی داشته است. سال ۲۰۱۲ نهمین دوره قهرمانی آسیا-اقیانوسیه و ۲۰۱۷ اولین دوره (دهمین دوره) کاپ آسیا-اقیانوسیه. نتایج ایران به شرح زیر است:
1. ایران ۰ - ۱۶ ژاپن ۲۰۱۲
2. ایران ۱ - ۱۷ سنگاپور ۲۰۱۲
3. ایران ۰ - ۱۲ استرالیا ۲۰۱۲
4. ایران ۱ - ۱۸ کره جنوبی ۲۰۱۲

1. ایران ۰ - ۱۶ سنگاپور ۲۰۱۷
2. ایران ۳ - ۵ فیلیپین ۲۰۱۷
3. ایران ۴ - ۳ چین ۲۰۱۷
4. ایران ۱ - ۷ کره جنوبی ۲۰۱۷
5. ایران ۶ - ۹ هند ۲۰۱۷
6. ایران ۷ - ۴ فیلیپین ۲۰۱۷

۱۰ بازی ، ۲ برد و ۸ باخت ، ۲۳ گل زده و ۱۰۷ گل خورده

### تیم ملی فلوربال زنان ایران
تا پایان سال ۱۴۰۲ یک حضور بین المللی داشته است. سال ۲۰۱۸ اولین دوره (پنجمین دوره) کاپ آسیا-اقیانوسیه. نتایج ایران به شرح زیر است:
1. ایران ۰ - ۲۷ ژاپن ۲۰۱۲
2. ایران ۲ - ۲۷ مالزی ۲۰۱۲
3. ایران ۶ - ۱۲ فیلیپین ۲۰۱۲
4. ایران ۰ - ۱۵ هند ۲۰۱۲
5. ایران ۱ - ۶ اندونزی ۲۰۱۷

۵ بازی ، ۰ برد و ۵ باخت ، ۹ گل زده و ۸۷ گل خورده

### تیم ملی فلوربال زیر ۱۹ سال مردان ایران
مسابقات سال ۲۰۱۷ انتخابی جهانی اولین حضور ایران بود. سه بازی و سه شکست بدین شرح است:
1. ایران ۱-۷ ژاپن
2. ایران ۰-۱۵ استرالیا
3. ایران ۰-۱۱ نیوزلند

### تیم ملی فلوربال زیر ۱۹ سال زنان ایران
هنوز تشکیل نشده است.